# F-1 Race
F-1 Race (F1レース F1 Rēsu?) är ett racingspel från 1984, utgivet till Famicom i Japan. 1990 släpptes spelet till Game Boy i Japan, 1991 även i Europa och Nordamerika. I Game Boy-versionen fanns möjligheterna till fyrspelarläge.

### Fotnoter
1. ↑  ”F-1 Race”. NES DB. 27 februari 1984. Arkiverad från originalet den 27 april 2014. https://web.archive.org/web/20140427012307/http://www.nesdb.se/game_more.php?id=450&rid=1. Läst 26 april 2014.
2. ↑  Nintendo Magasinet. Power Player 14, Sida 9 Recension: F1 Race GAME BOY.